# Charlemagne (cuirassé)
Pour les articles homonymes, voir Charlemagne (homonymie).
Le Charlemagne est un cuirassé d'escadre de la classe Charlemagne de la marine française en service au début du XXe siècle. Dessiné par Jules Thibaudier, directeur des Constructions navales à l'Arsenal de Brest, le Charlemagne est le sister-ship des cuirassés Gaulois et Saint-Louis. Premier des trois bâtiments du même type à avoir été commandé, il donne son nom à sa classe de navires, la classe Charlemagne. Il fait partie des cuirassés de type Pré-Dreadnought.

## Historique
Il commence sa carrière en 1899, affecté à l'escadre du Nord, puis va rejoindre son sister-ship le Gaulois au sein de l'escadre de la Méditerranée dès l'année suivante. Le début du XXe siècle sera synonyme pour lui de différentes manœuvres, démonstrations et escortes lors de voyages d'officiels. En octobre 1901, il est envoyé à Mytilène pour faire pression sur l'empire ottoman et accélérer la ratification des accords de Mytilène. En 1908, il passe en effectif réduit puis rejoint de nouveau l'escadre du Nord. Il est placé en réserve en 1912 puis affecté à la Division des Écoles l'année d'après. Au début de la Première Guerre mondiale, le Charlemagne est affecté à des transports et des escortes en Afrique du Nord et du côté de Suez puis participe à la bataille des Dardanelles avec notamment ses deux sister-ships lors de la grande tentative franco-anglaise du 18 mars 1915 pour forcer le passage des Détroits. Il bombarde les forts turcs de la côte européenne, mais subit d'importants dégâts. En avril-mai 1915, il est en réparation à Bizerte puis rejoint de nouveau l'escadre des Dardanelles. À la fin de la même année il rejoint Salonique puis Bizerte pour passer en carénage. Il est ensuite affecté en 1916 à la division d’Orient avec le Gaulois, le Saint-Louis et le Henri IV. Il rentre à Toulon en 1917 où il sera désarmé définitivement la même année. En 1920, il est condamné puis vendu pour être finalement démoli peu de temps après,.

## Armement et blindage
- 2 tourelles de 2 canons 305/40 modèle 1893, à l'avant et à l'arrière[3]
- 10 canons de 138/45 modèle 1893 en casemate, dont 8 en réduit et 2 sur le pont
- 8 canons de 100 en casemate
- 20 canons de 47 modèle 1885
- 2 tubes lance-torpilles aérien de 450 (supprimés en 1906)
- 2 tubes lance-torpilles sous-marin

Le blindage est réalisé en acier renforcé selon la méthode Harvey (en).
- Ceinture : 370 mm, idem pour les magasins de munitions[5]
- Pont : supérieur 80 mm, inférieur : 40 mm, idem pour les magasins
- Passerelle : 330 mm
- Tourelles principales : face 380 mm, barbette 205 mm
- Casemates : face 75 mm

## Commandants
Ci-dessous certains des commandants affectés au navire, avec leur date de nomination à ce poste :
- 15 octobre 1897 : CV André Babeau
- 15 octobre 1899 : CV Charles Saint Paul de Sincay
- 15 octobre 1901 : CV Paul Chocheprat
- 2 novembre 1903 : CV Adam
- 2 novembre 1905 : CV Cros
- 2 novembre 1907 : CV Calloch de Kerilles
- 5 novembre 1909 : CV Maurice Edgard Joseph Marie Morier
- 6 mai 1911 : CV Alphonse Henri Alexandre Nissen
- 1er octobre 1912 : CV Raffier Dufour
- 10 janvier 1914 : CV Charles Marie Paul Lagrésille
- 22 mars 1915 : CF Étienne Albert Desvoyod (par intérim)
- 27 avril 1915 : CV Amédée Marie Joseph Van-Gaver
- 31 août 1915 : CF Étienne Albert Desvoyod (par intérim)
- 25 septembre 1915 : CV Joseph Auguste Émile Rousse